# 티모 레츠허르트
티모 레츠허르트(네덜란드어: Timo Letschert, 1993년 5월 25일~)는 네덜란드의 축구 선수이다. 포지션은 센터백이다. 현재 중국 슈퍼리그의 청두 룽청 소속이다.